# Tor Arneberg
Tor Birger Arneberg (* 4. September 1928 in Oslo; † 23. September 2015 in Belleair, Vereinigte Staaten) war ein norwegischer Segler.

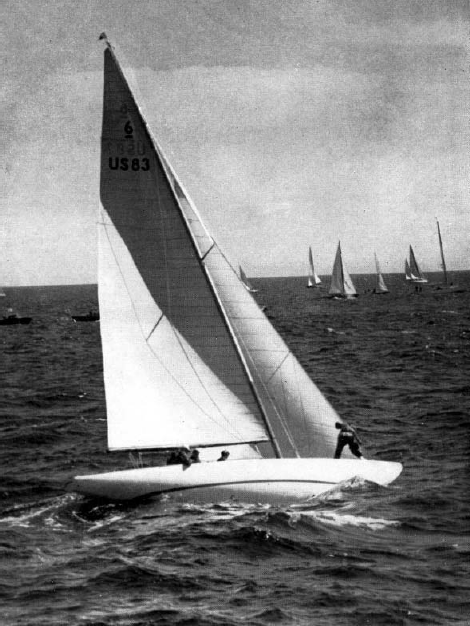
6-Meter-Klasse Yacht Llanoria, US 83, Goldmedaille 1952

## Erfolge
Tor Arneberg, der für den Kongelig Norsk Seilforening (KNS) segelte, nahm 1952 an den Olympischen Spielen in Helsinki in der 6-Meter-Klasse teil. Er war Crewmitglied der Elisabeth X unter Skipper Finn Ferner, die die Regatta auf dem zweiten Platz beendete. Mit 4648 Gesamtpunkten platzierten sie sich hinter den Olympiasiegern auf der Llanoria aus den Vereinigten Staaten um Skipper Herman Whiton und vor dem finnischen Boot Ralia  von Skipper Ernst Westerlund. Arneberg und Ferner erhielten somit wie die übrigen Crewmitglieder Erik Heiberg, Johan Ferner und Carl Mortensen die Silbermedaille.
1950 schloss er ein Studium am Dartmouth College ab und absolvierte bis 1953 erfolgreich ein MBA-Studium an der Harvard Business School. Ein Jahr darauf heiratete er die US-Amerikanerin Jean Overhyser, mit der er drei Töchter hatte. Die Familie wanderte 1959 in die Vereinigten Staaten aus, 1967 erhielt Arneberg die US-amerikanische Staatsbürgerschaft. Er arbeitete kurze Zeit später bei Xerox als Direktor im Marketing. Arnebergs Schwester Vibeke Lunde und Else Christophersen gingen ebenfalls bei Olympischen Spielen an den Start. Vibeke Lunde gewann 1952 ebenso eine Silbermedaille im Segeln, während Else Christophersen 1952 und 1956 im Dressurreiten teilnahm.